# Naters
Pour les articles homonymes, voir Naters (homonymie).
Naters est une commune suisse du canton du Valais, située dans le district de Brigue.

## Géographie

Photo aérienne (1955).

Naters se situe dans le district de Brigue, en Valais. S'étendant de la rive droite du Rhône jusqu'à l'Aletschhorn, elle comprend la localité de Naters sur le cône de déjection du Kelchbach, les hameaux du Natischer Berg, entre le Kelchbach et la Massa, ainsi que Birgisch et Mund. C'est l'une des communes de Suisse ayant la plus grande différence d'altitude entre son point le plus haut et son point le plus bas avec 3 522 mètres.

Le territoire de Naters mesure 147,04 km2. Lors du relevé de 2013-2018, les surfaces d'habitations et d'infrastructures représentaient 2,0 % de sa superficie, les surfaces agricoles 17,5 %, les surfaces boisées 14,5 % et les surfaces improductives 66,2 %.

## Histoire

### Moyen Âge
Propriété de l'abbaye de Saint-Maurice durant le haut Moyen Âge, le domaine de Naters est donné en 1079 par l'empereur Henri IV à l'évêque de Sion, à qui pourtant il ne revient définitivement qu'en 1148, sur décision arbitrale de l'archevêque de Tarentaise, après avoir changé trois fois de propriétaire. Naters devient le siège de l'administration épiscopale du dizain de Brigue, c'est-à-dire du vidomnat et de la majorie, le plus souvent inféodés à des familles nobles. Le vidomne réside dans une tour érigée vers 1260 par les seigneurs d'Augusta et passée par héritage aux nobles d'Ornavasso (Urnavas). Sa charge revient aux Chevron-Villette en 1345, puis perd peu à peu de son importance. La majorie est exercée par les Manegoldi dès 1214. Ceux-ci siégent au château d'Auf der Flüe (ou Supersaxo) qui, construit sans doute à la fin du XIIe siècle, sert de résidence occasionnelle aux évêques aux XVe et XVIe siècles. Ainsi Guillaume III de Rarogne s'y trouve quand il doit accepter en 1446 les articles de Naters, qui lui enlèvent toute autorité temporelle (révoqués en 1451). Au XIVe siècle, la majorie est convertie en une châtellenie qui reste quelque temps aux mains des comtes de Blandrate ; reprise par le dizain avant 1418, elle devint élective.
Au bas Moyen Âge, Naters perd sa prééminence au sein du dizain en raison de l'importance croissante du trafic par le col du Simplon ; le siège du tribunal est déplacé à Brigue en 1518. La commune de Naters et celle de Rischinen, issue de la réunion des petites communautés du Natischer Berg, constituent alors deux Gumper (circonscriptions du dizain de Brigue, qui en comptait six et demi). En 1617, après une épidémie de peste, elles se donnent des statuts communs, tout en conservant des administrations distinctes jusqu'en 1852. Dans le vieux village, des édifices tels que les maisons Megetschen, Lergien ou Michel Supersaxo témoignent de l'aisance et de l'influence de certaines familles de bourgeois de Naters sous l'Ancien Régime.

### Époque moderne
Lors de l'invasion française de 1799, la plupart des hameaux du Natischer Berg sont incendiés. La population, appauvrie par la guerre et les réquisitions militaires, ne se remet que lentement au cours du XIXe siècle. Par vagues, des familles entières émigrent en Argentine (San Jeronimo Norte). Mais avec la construction de la route de la Furka au sud du village (1857), l'endiguement du Rhône et l'extension des terres cultivables qui s'ensuivit (1873-1876 et 1899-1900), ainsi que le percement des deux galeries du tunnel du Simplon (1898-1906 et 1912-1921), Naters connait un essor économique continu. À l'est, le long de la route de la Furka, apparait un quartier de baraquements destinés à loger les ouvriers travaillant au tunnel, et qui est surnommé le « village nègre » en raison du teint basané de ses habitants, principalement des Italiens (actuel quartier de Feld). De nombreuses familles italiennes s'installent dans la région de Brigue en quête d'embauche. Entre 1890 et 1900, on construit 160 maisons comprenant 400 appartements, ce qui crée un véritable village italien sur la Furkastrasse de Naters. En dépit de ce boom constructif, les logements manquent et de nombreux émigrés doivent se contenter de locaux insalubres. Naters se développe alors pour atteindre une population de 4 000 personnes, principalement des ingénieurs, artisans, fabricants, aubergistes bouchers et ouvriers accompagnés de leurs familles. Initialement essentiellement agricole, ce village devient une petite ville hétérogène dotée d'une soixantaine de cafés-restaurants.
En 1957, la nouvelle route de la Furka, au sud de l'ancienne, permet de décharger le centre du village ; un quartier de grands immeubles commerciaux et locatifs se développe sur cet axe. Entre 1978 et 1980, des investisseurs privés construisent entre Blatten et Belalp, accroché à la montagne, le village de vacances de Tschuggen. Avec la mise en exploitation du domaine skiable de Belalp (2 000 à 3 100 m), le tourisme est devenu l'un des pôles économiques de la commune. Le 1er janvier 2013, les communes de Birgisch et Mund sont intégrées à celle de Naters.

## Démographie

### Évolution de la population
Naters compte 10 484 habitants au 31 décembre 2022 pour une densité de population de 71 hab/km2. Sur la période 2010-2019, sa population a augmenté de 12,5 % (canton : 10,5 % ; Suisse : 9,4 %).  

### Pyramide des âges
En 2020, le taux de personnes de moins de 30 ans s'élève à 29,8 %, au-dessous de la valeur cantonale (31,7 %). Le taux de personnes de plus de 60 ans est quant à lui de 28,5 %, alors qu'il est de 26,6 % au niveau cantonal.
La même année, la commune compte 5 079 hommes pour 5 211 femmes, soit un taux de 49,4 % d'hommes, inférieur à celui du canton (49,6 %).
| Hommes | Classe d’âge | Femmes |
| ------ | ------------ | ------ |
| 0,6    | 90 ans ou +  | 1,0    |
| 7,6    | 75 à 89 ans  | 9,6    |
| 18,6   | 60 à 74 ans  | 19,6   |
| 21,8   | 45 à 59 ans  | 20,7   |
| 21,0   | 30 à 44 ans  | 20,0   |
| 15,6   | 15 à 29 ans  | 15,3   |
| 14,8   | - de 14 ans  | 13,8   |

| Hommes | Classe d’âge | Femmes |
| ------ | ------------ | ------ |
| 0,5    | 90 ans ou +  | 1,2    |
| 7,5    | 75 à 89 ans  | 9,4    |
| 16,8   | 60 à 74 ans  | 17,7   |
| 22,2   | 45 à 59 ans  | 21,7   |
| 20,3   | 30 à 44 ans  | 19,4   |
| 17,7   | 15 à 29 ans  | 16,6   |
| 14,9   | - de 14 ans  | 14,1   |